# Charles A. Quickmire
Charles A. Quickmire (* im 19. Jahrhundert; † im 20. Jahrhundert) war in seiner Freizeit ein englischer Fußballtorwart in Mexiko und im Hauptberuf ein protestantischer Pastor. 

## Biografie
Nur wenige Jahre seiner Biografie sind erhalten geblieben. Aus dieser Zeit ist bekannt, dass er um die Jahrhundertwende (nachgewiesen sind die Jahre zwischen 1901 und 1905) in der mexikanischen Stadt Pachuca de Soto, der Hauptstadt des Bundesstaates Hidalgo, lebte. Er gilt als einer der Gründer und wichtigsten Motoren des Pachuca Athletic Club; eines Vereins, auf dessen Erbe sich der heutige Pachuca Club de Fútbol beruft, womit er offiziell als ältester Verein der mexikanischen Primera División gilt. Der Pachuca AC entstand innerhalb der britischen Gemeinde, die in der Bergwerksgesellschaft Real del Monte arbeitete oder auf andere Weise eng mit dieser verbunden war. Innerhalb dieser Gemeinde bewegte sich auch der Presbyterianer Quickmire. Er versorgte die Gemeinde nicht nur mit religiösen Diensten, sondern ermunterte sie auch zum Fußballsport. 
Ein ehemaliger Mitspieler namens Hilario Lucio beschrieb 1936 seine Begegnung mit Quickmire im Jahr 1902: „Eines Abends klopfte Quickmire an unsere Wohnungstür, weil er mich in einer dringenden Angelegenheit sprechen müsse.“ Nachdem Quickmire gefragt hatte, ob Lucio feines Oxford-Englisch beherrsche und mit einem Lederball genauso gut umgehen könne wie mit den zu einem ballähnlichen Objekt geformten Lumpen, mit denen er ansonsten kickte, ließ er die Katze aus dem Sack. Er wollte Lucio auf eine Reise nach Mexiko-Stadt mitnehmen, wo ein Meisterschaftsspiel gegen den Reforma Athletic Club auf dem Programm stand. Zunächst glaubte Lucio noch an einen Scherz des Pastors, der für seinen schwarzen Humor bekannt war. Doch als Quickmire einen Trikotsatz auf sein Bett warf, wusste der junge Hilario Lucio, dass der Presbyterianer es ernst meinte.
Um sich ebenso fein zu präsentieren wie die gehobene englische Gesellschaft, die sich im Reforma AC zusammengeschlossen hatte, reisten die Spieler aus Pachuca mit den allerfeinsten Anzügen ausgestattet in die Hauptstadt, um sich – freilich in sportlicher Bekleidung – auf dem grünen Rasen zu messen. Weil der Fußball in Mexiko anfangs noch ausschließlich von Briten ausgetragen wurde, musste Quickmire sichergehen, dass Hilario Lucio als Engländer durchging. Daher ließ er ihn als Nigel Hatley in den Spielberichtsbogen eintragen und wies ihn an, in Mexiko-Stadt nur auf diesen Namen zu hören. Als Lucio entgegnete, dass dies doch gelogen sei und der Pastor selbst ihn gelehrt habe, dass Lügen eine Sünde sei, antwortete der Presbyterianer: „Dafür erteile ich dir die Absolution. Jetzt heißt du Nigel Hatley und antwortest nur, wenn man dich mit diesem Namen anspricht.“ So war der Pastor C.A. Quickmire, Torwart in den frühen Jahren des Pachuca AC und mexikanischer Meister in der Saison 1904/05.